# Thusis
Thusis é uma comuna da Suíça, no Cantão Grisões, com cerca de 2.569 habitantes. Estende-se por uma área de 6,84 km², de densidade populacional de 376 hab/km². Confina com as seguintes comunas: Cazis, Fürstenau, Lohn, Masein, Rongellen, Sils im Domleschg, Urmein.
A língua oficial nesta comuna é o Alemão.